# Turégano
Turégano – gmina w Hiszpanii, w prowincji Segowia, w Kastylii i León, o powierzchni 70,77 km². W 2011 roku gmina liczyła 1098 mieszkańców.